# Fußball-Weltmeisterschaft 1954/Schottland
Dieser Artikel behandelt die schottische Fußballnationalmannschaft bei der Fußball-Weltmeisterschaft 1954.

## Qualifikation
Die Gruppe war auch die British Home Championship 1953–1954.
| Nordirland | - | Schottland | 1:3 | Lockhart 72' / Fleming 47' 69', Henderson 89'                           |
| Schottland | - | Wales      | 3:3 | Brown 19', Johnstone 42', Reilly 58' / Charles 49' 88', Allchurch 73'   |
| Schottland | - | England    | 2:4 | Brown 7', Ormond 89' / Broadis 13', Nicholls 50', Allen 68', Mullen 83' |

## Schottisches Aufgebot
Der schottische Verband erlaubte nur 13 Spielern die Anreise zum Turnier, Anderson, Henderson, Mathers, Wilson, Binning, Combe, Copland und McMillan blieben auf Abruf zu Hause. Der ursprünglich zum 13-köpfigen Aufgebot gehörende Johnstone reiste verletzt wieder ab und wurde durch Hamilton ersetzt.
| Nr.               | Name              | Verein zu WM-Beginn | Geburtstag | Spiele   | Tore     | Platzverweise |          |          |          |
| Torhüter          | Torhüter          | Torhüter            | Torhüter   | Torhüter | Torhüter | Torhüter      | Torhüter | Torhüter | Torhüter |
| ----------------- | ----------------- | ------------------- | ---------- | -------- | -------- | ------------- | -------- | -------- | -------- |
| 01                | Fred Martin       | FC Aberdeen         | 13.05.1929 | 2        | 0        | 0             |          |          |          |
| 14                | Johnny Anderson   | Leicester City      | 08.12.1929 | 0        | 0        | 0             |          |          |          |
| Abwehrspieler     |                   |                     |            |          |          |               |          |          |          |
| 02                | Willie Cunningham | Preston North End   | 22.02.1925 | 2        | 0        | 0             |          |          |          |
| 03                | Jock Aird         | FC Burnley          | 18.02.1926 | 2        | 0        | 0             |          |          |          |
| 04                | Bobby Evans       | Celtic Glasgow      | 16.07.1927 | 0        | 0        | 0             |          |          |          |
| 05                | Tommy Docherty    | Preston North End   | 24.04.1928 | 2        | 0        | 0             |          |          |          |
| 18                | Alex Wilson       | FC Portsmouth       | 29.10.1933 | 0        | 0        | 0             |          |          |          |
| Mittelfeldspieler |                   |                     |            |          |          |               |          |          |          |
| 06                | Jimmy Davidson    | Partick Thistle     | 08.11.1925 | 2        | 0        | 0             |          |          |          |
| 07                | Doug Cowie        | FC Dundee           | 01.05.1926 | 2        | 0        | 0             |          |          |          |
| 13                | Willie Ormond     | Hibernian Edinburgh | 23.02.1927 | 2        | 0        | 0             |          |          |          |
| 17                | David Mathers     | Partick Thistle     | 23.10.1931 | 0        | 0        | 0             |          |          |          |
| 20                | Bobby Combe       | Hibernian Edinburgh | 29.01.1924 | 0        | 0        | 0             |          |          |          |
| 22                | Ian McMillan      | Airdrieonians FC    | 18.03.1931 | 0        | 0        | 0             |          |          |          |
| Stürmer           |                   |                     |            |          |          |               |          |          |          |
| 08                | Johnny MacKenzie  | Partick Thistle     | 04.09.1925 | 2        | 0        | 0             |          |          |          |
| 09                | George Hamilton   | FC Aberdeen         | 07.12.1917 | 0        | 0        | 0             |          |          |          |
| 10                | Allan Brown       | FC Blackpool        | 12.10.1926 | 2        | 0        | 0             |          |          |          |
| 11                | Neil Mochan       | Celtic Glasgow      | 06.04.1927 | 2        | 0        | 0             |          |          |          |
| 12                | Willie Fernie     | Celtic Glasgow      | 22.11.1928 | 2        | 0        | 0             |          |          |          |
| 15                | Bobby Johnstone   | Hibernian Edinburgh | 07.09.1929 | 0        | 0        | 0             |          |          |          |
| 16                | Jackie Henderson  | FC Portsmouth       | 17.01.1932 | 0        | 0        | 0             |          |          |          |
| 19                | Jimmy Binning     | Queen of the South  | 25.07.1927 | 0        | 0        | 0             |          |          |          |
| 21                | Ernie Copland     | Raith Rovers        | 14.10.1924 | 0        | 0        | 0             |          |          |          |
| Trainer           |                   |                     |            |          |          |               |          |          |          |
|                   | Andy Beattie      |                     | 11.08.1913 |          |          |               |          |          |          |

## Spiele der schottischen Mannschaft

### Vorrunde
- Österreich –  Schottland 1:0 (1:0)

Stadion: Hardturm (Zürich)
Zuschauer: 30.000
Schiedsrichter: Franken (Belgien)
Tore: 1:0 Probst (33.)
- Uruguay –  Schottland 7:0 (2:0)

Stadion: St. Jakob-Stadion (Basel)
Zuschauer: 43.000
Schiedsrichter: Orlandini (Italien)
Tore: 1:0 Borges (17.), 2:0 Míguez (30.), 3:0 Borges (47.), 4:0 Abbadie (54.), 5:0 Borges (57.), 6:0 Míguez (83.), 7:0 Abbadie (85.)
Der amtierende Weltmeister Uruguay konnte sich erwartungsgemäß in der Gruppe III als Zweiter behaupten. 2:0 gegen die Tschechoslowaken und ein 7:0 gegen die überforderten Schotten reichten für den Gruppensieg. Auch die starken Österreicher ließen nichts anbrennen. Schottland wurde 1:0 und die Tschechoslowakei 5:0 besiegt. Österreich war als Gruppensieger naturgemäß also ebenso im Viertelfinale.